# Вспомнить всё 2070
«Вспомнить всё 2070» (англ. «Total Recall 2070») — научно-фантастический телесериал по мотивам двух произведений Филипа К. Дика: романа «Снятся ли андроидам электрические овцы?» (экранизированного Ридли Скоттом под названием «Бегущий по лезвию») и рассказа «Из глубин памяти» (по мотивам которого Пол Верховен снял фильм «Вспомнить всё»). Сериал впервые был показан на канадском телеканале CHCH-DT.

## Сюжет
Время действия событий фильма — 2070 год. Планета Земля управляется единым правительством, которое в основном работает по заказу групп компаний, консорциумов, защищая их интересы вопреки всякой морали, а порой и здравому смыслу. А Марс и некоторые другие планеты давно колонизированы. Манипуляции с памятью людей стали частью повседневной жизни и новым массовым наркотиком, почти религией. Дэвид Хьюм — старший оперуполномоченный «Бюро по защите граждан», аналога полиции, лишённого, однако, множества полицейских функций, — занимается в основном простенькими делами до того момента, как лишается своего напарника, которого убивает андроид, по определению не способный на такое. Вопреки его воле ему по настоянию человека из консорциума в напарники дают Фарва — андроида. Распутывая сложнейшие преступления, полицейский Дэвид Хьюм и его напарник-андроид Ян Фарв не раз ссорятся, лишаются полномочий и наживают себе врагов, противостоят хакерам и технонаркоманам, андроидам-предателям и могущественным корпорациям. Чтобы защитить закон и остаться в живых, им часто приходится играть не по правилам, жульничать вопреки программным установкам Фарва, врать, заключать сделки через головы начальства, им едва удаётся спасать свои жизни, так как их энтузиазм не вызывает большого восторга у окружающих.

## В ролях
- Майкл Истон — детектив Дэвид Хьюм
- Карл Прунер — Ян Фарв
- Синтия Престон — Оливия Хьюм
- Майкл Ролинс — Мартин Эренталь
- Джудит Крэнт — Олан Чанг
- Мэттью Беннетт — Джеймс Келли

## Описание серий
| № эпизода | Дата выхода в эфир | Название                                                 |
| --- | ------------------ | -------------------------------------------------------- |
| 1 | 5 января 1999      | «Machine Dreams. Part 1» (рус. «Сны машин. Часть 1»)     |
| Дэвид Хьюм и его новый партнёр Ян Фарв получают задание поймать банду преступников-андроидов.                             |                    |                                                          |
| |                    |                                                          |
| 2 | 12 января 1999     | «Machine Dreams. Part 2» (рус. «Сны машин. Часть 2»)     |
| В погоне за андроидами детективы отправляются на Марс.                                                                    |                    |                                                          |
| |                    |                                                          |
| 3 | 19 января 1999     | «Nothing Like the Real Thing» (рус. «Подделка»)          |
| Беспочвенное убийство заставляет Дэвида Хьюма заняться исследованием чёрного рынка имплантатов.                           |                    |                                                          |
| |                    |                                                          |
| 4 | 2 февраля 1999     | «Self-Inflicted» (рус. «Самозаражение»)                  |
| Расследование Бюро приводит к опасности биологического заражения.                                                         |                    |                                                          |
| |                    |                                                          |
| 5 | 9 февраля 1999     | «Allure» (рус. «Очарование»)                             |
| Дэвид Хьюм расследует таинственное самоубийство.                                                                          |                    |                                                          |
| |                    |                                                          |
| 6 | 5 января 1999      | «Infiltration» (рус. «Проникновение»)                    |
| Дэвид Хьюм и Ян Фарв расследуют убийство служащего фабрики андроидов «Uber-Braun».                                        |                    |                                                          |
| |                    |                                                          |
| 7 | 23 февраля 1999    | «Rough Whimper of Insanity» (рус. «Дикий голос безумия») |
| Фарв начинает вести себя странно.                                                                                         |                    |                                                          |
| |                    |                                                          |
| 8 | 2 марта 1999       | «First Wave» (рус. «Первая волна»)                       |
| Все компьютеры в сети Бюро неожиданно сходят с ума.                                                                       |                    |                                                          |
| |                    |                                                          |
| 9 | 9 марта 1999       | «Baby Lottery» (рус. «Детская лотерея»)                  |
| Ребёнка забирают у родителей из-за генетической предрасположенности к преступлениям.                                      |                    |                                                          |
| |                    |                                                          |
| 10 | 16 марта 1999      | «Brain Fever» (рус. «Горячка»)                           |
| Глава объединения шахтёров Марса застрелен одним из своих соратников, который после этого сам пытается покончить с собой. |                    |                                                          |
| |                    |                                                          |
| 11 | 23 марта 1999      | «Begotten Not Made» (рус. «Не порождённый»)              |
| Доктор Латам готов к сотрудничеству.                                                                                      |                    |                                                          |
| |                    |                                                          |
| 12 | 5 января 1999      | «Brightness Falls» (рус. «Меньше блеска»)                |
| Фарв и Моралез расследуют смерть религиозного лидера.                                                                     |                    |                                                          |
| |                    |                                                          |
| 13 | 6 апреля 1999      | «Burning Desire» (рус. «Сжигающее желание»)              |
| Бюро расследует смерть человека, зажарившегося в собственном сублиматоре.                                                 |                    |                                                          |
| |                    |                                                          |
| 14 | 13 апреля 1999     | «Astral Projections» (рус. «Космическое проектирование») |
| Хьюм и Фарв расследуют аварию звёздного танкера на Новых Территориях.                                                     |                    |                                                          |
| |                    |                                                          |
| 15 | 20 апреля 1999     | «Paranoid» (рус. «Параноик»)                             |
| Хьюм и Фарв расследуют убийство главы компании «Нексус».                                                                  |                    |                                                          |
| |                    |                                                          |
| 16 | 27 апреля 1999     | «Restitution» (рус. «Реституция»)                        |
| Брента похищают на пути к его дому на Марсе.                                                                              |                    |                                                          |
| |                    |                                                          |
| 17 | 4 мая 1999         | «Bones Beneath My Skin» (рус. «Кости под кожей»)         |
| Хьюм и Фарв расследуют уничтожение андроида на химическом заводе.                                                         |                    |                                                          |
| |                    |                                                          |
| 18 | 11 мая 1999        | «Assessment» (рус. «Оценка»)                             |
| Хьюм и Фарв попадают в ловушку.                                                                                           |                    |                                                          |
| |                    |                                                          |
| 19 | 11 мая 1999        | «Eye Witness» (рус. «Глаз-свидетель»)                    |
| Оливия обнаруживает богатого мужа подруги, стоящего над окровавленным трупом.                                             |                    |                                                          |
| |                    |                                                          |
| 20 | 18 мая 1999        | «Personal Effects» (рус. «Личные причины»)               |
| Олан прячет пузырёк, найденный на теле трупа.                                                                             |                    |                                                          |
| |                    |                                                          |
| 21 | 25 мая 1999        | «Virtual Justice» (рус. «Виртуальное провосудие»)        |
| Полицейский убивает беглого заключённого, и Хьюм начинает расследовать дело этого преступника.                            |                    |                                                          |
| |                    |                                                          |
| 22 | 8 июня 1999        | «Meet My Maker» (рус. «Встретить создателя»)             |
| Фарв вместе с Хьюмом отправляется на встречу с создателем альфа-андроида.                                                 |                    |                                                          |
| |                    |                                                          |